# Incitar a subversão do poder estatal
Incitar a subversão do poder estatal é um crime sob a lei da República Popular da China. É o artigo 105, parágrafo 2 da revisão de 1997 do Código Penal da República Popular da China.
O crime de "incitação à subversão" está relacionado a leis chinesas anteriores que criminalizavam atividades consideradas "contrarrevolucionárias". Como ocorreu com sua antecessora, a acusação é exercida pelo governo como um instrumento de repressão política. O governo chinês frequentemente usa "incitar a subversão do poder estatal" como uma acusação "pega-tudo" usada para atingir e prender ativistas políticos, ativistas de direitos humanos e dissidentes. Em 2009, o proeminente dissidente e ganhador do Prêmio Nobel da Paz Liu Xiaobo foi condenado a 11 anos de prisão por "incidente de subversão do poder do Estado" com base em sua redação do manifesto da Carta 08 pedindo reforma política. Um relatório de 2008 do site Chinese Human Rights Defenders (CHRD) lista 34 pessoas condenadas sob esta lei, muitas delas por terem postado artigos na internet que criticavam o governo. As autoridades chinesas usaram a acusação contra advogados e ativistas de direitos humanos chineses na repressão 709, que começou em 2015. Em 2019, Zhen Jianghua, ativista de direitos humanos e ativista anticensura, foi condenado a dois anos de prisão por “incitar a subversão do poder estatal”; mais tarde no mesmo ano, Wang Yi, o pastor da Early Rain Covenant Church, uma igreja doméstica com sede em Chengdu (congregação operando fora do controle do governo), foi condenado e sentenciado a nove anos de prisão sob a acusação de "operação comercial ilegal" e incitando a subversão do poder estatal.

## Texto da lei
Artigo 105, Parágrafo 2, Código Penal de 1997 da República Popular da China (tradução de Wei Luo):
"Quem usar boatos, calúnias ou outros meios para encorajar a subversão do poder político do Estado ou derrubar o sistema socialista, será condenado a prisão de até cinco anos. No entanto, os líderes e qualquer um cujo crime seja monstruoso serão condenados a pena de prisão não inferior a cinco anos."

## Relatório da ONU de 1997
O Grupo de Trabalho  das Nações Unidas sobre Detenção Arbitrária informou sobre a nova lei em sua 'visita ao país' de 1997 à China. Previu corretamente que a linguagem vaga da lei permitiria que ela fosse usada contra a 'comunicação de pensamentos ou ideias'. Uma citação do relatório:

45. O Artigo 105 é outro exemplo de uma definição ampla e imprecisa vulnerável a ser tanto mal aplicada quanto abusada. O artigo define o crime que cobre como "organizar, planejar e agir para subverter o poder político do Estado e derrubar o sistema socialista" e "incitação para subverter o poder político do Estado e derrubar o sistema socialista por meio de rumores, difamação e outros meios". O conceito de "outros meios" é aberto a interpretações muito amplas. 
46. Sob o Artigo 105, mesmo a comunicação de pensamentos e ideias ou até mesmo opiniões sem a intenção de cometer nenhum ato violento ou criminoso, pode ser considerado subversão. Normalmente, um ato de subversão requer mais do que a mera comunicação de pensamentos e ideias.